# Burghart Klaußner
Burghart Klaußner (Berlino Ovest, 13 settembre 1949) è un attore tedesco.

## Filmografia parziale

### Cinema
- Kinderspiele, regia di Wolfgang Becker (1992)
- Das Superweib, regia di Sönke Wortmann (1996)
- Rossini, regia di Helmut Dietl (1997)
- 23 - Nichts ist so wie es scheint, regia di Hans-Christian Schmid (1998)
- Crazy, regia di Hans-Christian Schmid (2000)
- Good Bye Lenin!, regia di Wolfgang Becker (2003)
- The Edukators - Vivere liberi e ribelli (Die fetten Jahre sind vorbei), regia di Hans Weingartner (2004)
- Requiem, regia di Hans-Christian Schmid (2006)
- Die Aufschneider, regia di Carsten Strauch (2007)
- Yella, regia di Christian Petzold (2007)
- The Reader - A voce alta (The Reader), regia di Stephen Daldry (2008)
- Il nastro bianco (Das weiße Band - Eine deutsche Kindergeschichte), regia di Michael Haneke (2009)
- Das letzte Schweigen, regia di Baran bo Odar (2010)
- Goethe!, regia di Philipp Stölzl (2010)
- Lezioni di sogni (Der ganz große Traum), regia di Sebastian Grobler (2011)
- Invasion, regia di Dito Tsintsadze (2012)
- Nono, het Zigzag Kind, regia di Vincent Bal (2012)
- Treno di notte per Lisbona (Night Train to Lisbon), regia di Bille August (2013)
- Zwischen Welten, regia di Feo Aladag (2014)
- Diplomacy - Una notte per salvare Parigi (Diplomatie), regia di Volker Schlöndorff (2014)
- Elser - 13 minuti che non cambiarono la storia (Elser), regia di Oliver Hirschbiegel (2015)
- Lo Stato contro Fritz Bauer (Der Staat gegen Fritz Bauer), regia di Lars Kraume (2015)
- Il ponte delle spie (Bridge of Spies), regia di Steven Spielberg (2015)
- La donna leone (Løvekvinnen), regia di Vibeke Idsøe (2016)
- Freddy/Eddy, regia di Tini Tüllmann (2016)
- Das schweigende Klassenzimmer, regia di Lars Kraume (2018)
- Brecht, regia di Heinrich Breloer (2019)
- Oskars Kleid, regia di Hüseyin Tabak (2022)

### Televisione
- Adelheid und ihre Mörder - serie TV, 35 episodi (1994-2001)
- Die Luftbrücke - Nur der Himmel war frei - film TV (2005)
- The Man from the Embassy (Der Mann von der Botschaft) - film TV (2006)
- An die Grenze - film TV (2007)
- Der Novembermann - film TV (2007)
- Aghet - Ein Völkermord - film TV (2010)
- Polizeiruf 110 - serie TV, 2 episodi (2007, 2011)
- George - film TV (2013)
- Die Stadt und die Macht - miniserie TV, 6 episodi (2016)
- Terror - Ihr Urteil - film TV (2016)
- Tatort - serie TV, 6 episodi (1989-2023)
- The Day of the Jackal – serie TV, episodio 1x01 (2024)